# Maine (Loire)
Die Maine [mɛn] ist ein Fluss im westlichen Frankreich, der im Département Maine-et-Loire in der Region Pays de la Loire verläuft. 

## Flusslauf
Die Maine entsteht bei der Stadt Angers aus den beiden Flüssen Sarthe und Mayenne am südlichen Zipfel der Insel Saint-Aubin, verläuft in südwestlicher Richtung und mündet nach rund 11 Kilometern bei Bouchemaine als rechter Nebenfluss in die Loire.
Maine ist eine abgeleitete Form von Maienne und bedeutet „Fluss der Mitte“. Die beiden heutigen Flüsse hatten früher einen einzigen lateinischen Namen: Mediuna. Im Sprachgebrauch entwickelte sich jedoch ein eigener Name für das gemeinsame Mündungsstück von Sarthe und Mayenne.
Der Name des Départements Maine-et-Loire weist auf den Fluss hin. „Maine“ ist ebenso der Name einer ehemaligen französischen Provinz.

## Bildergalerie

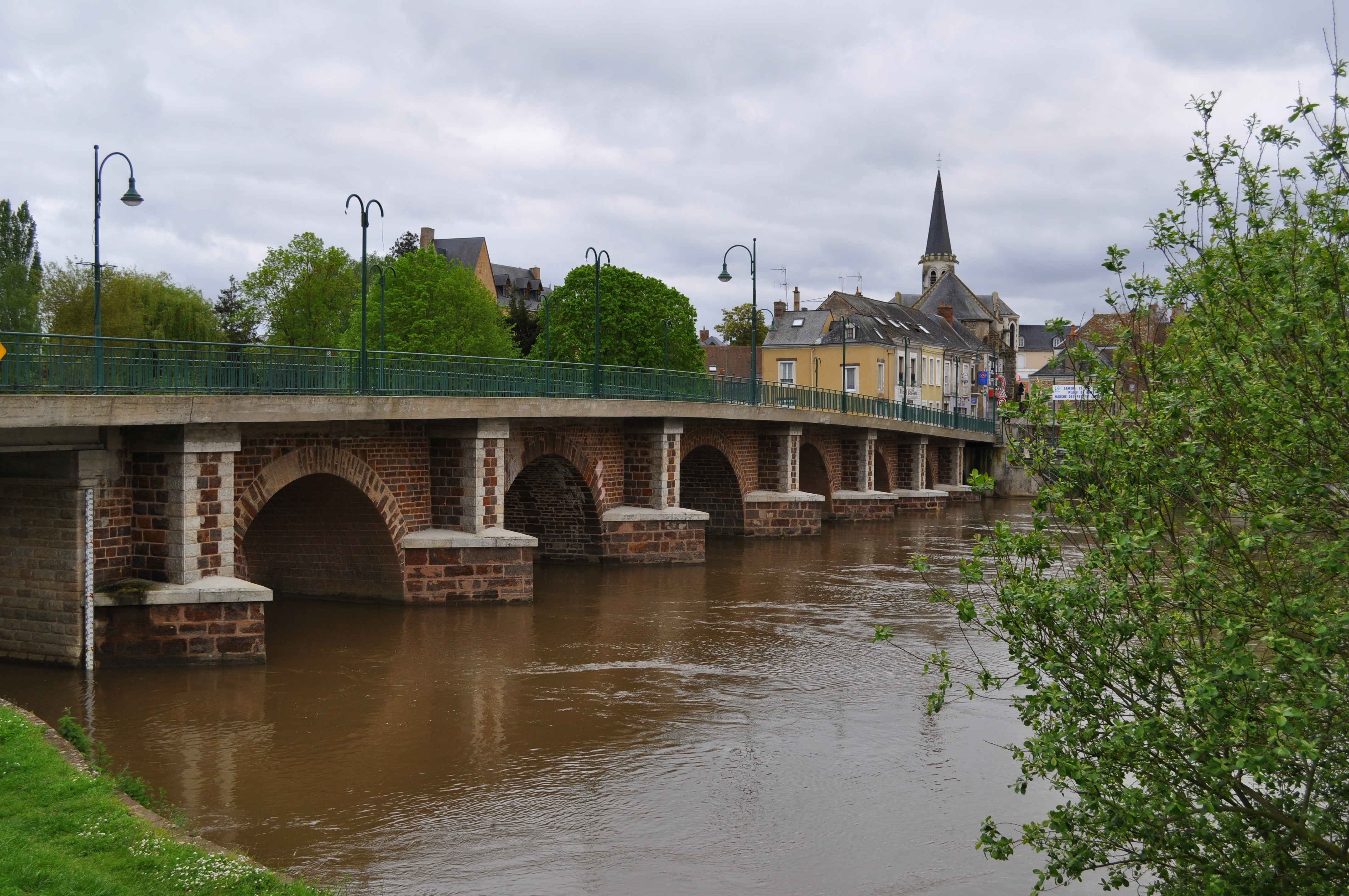
Brücke über die Sarthe in La Suze-sur-Sarthe
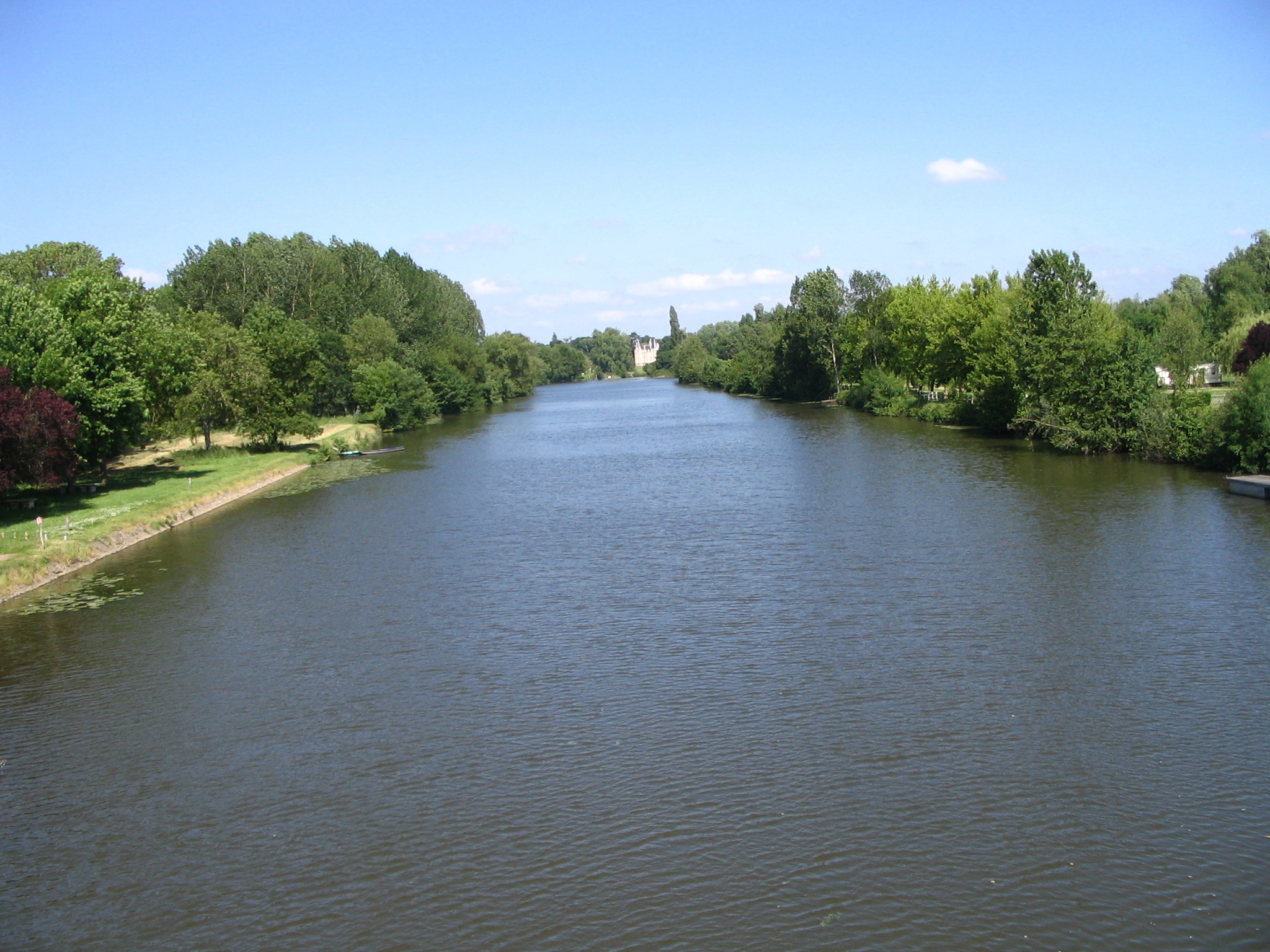
Die Sarthe bei Morannes
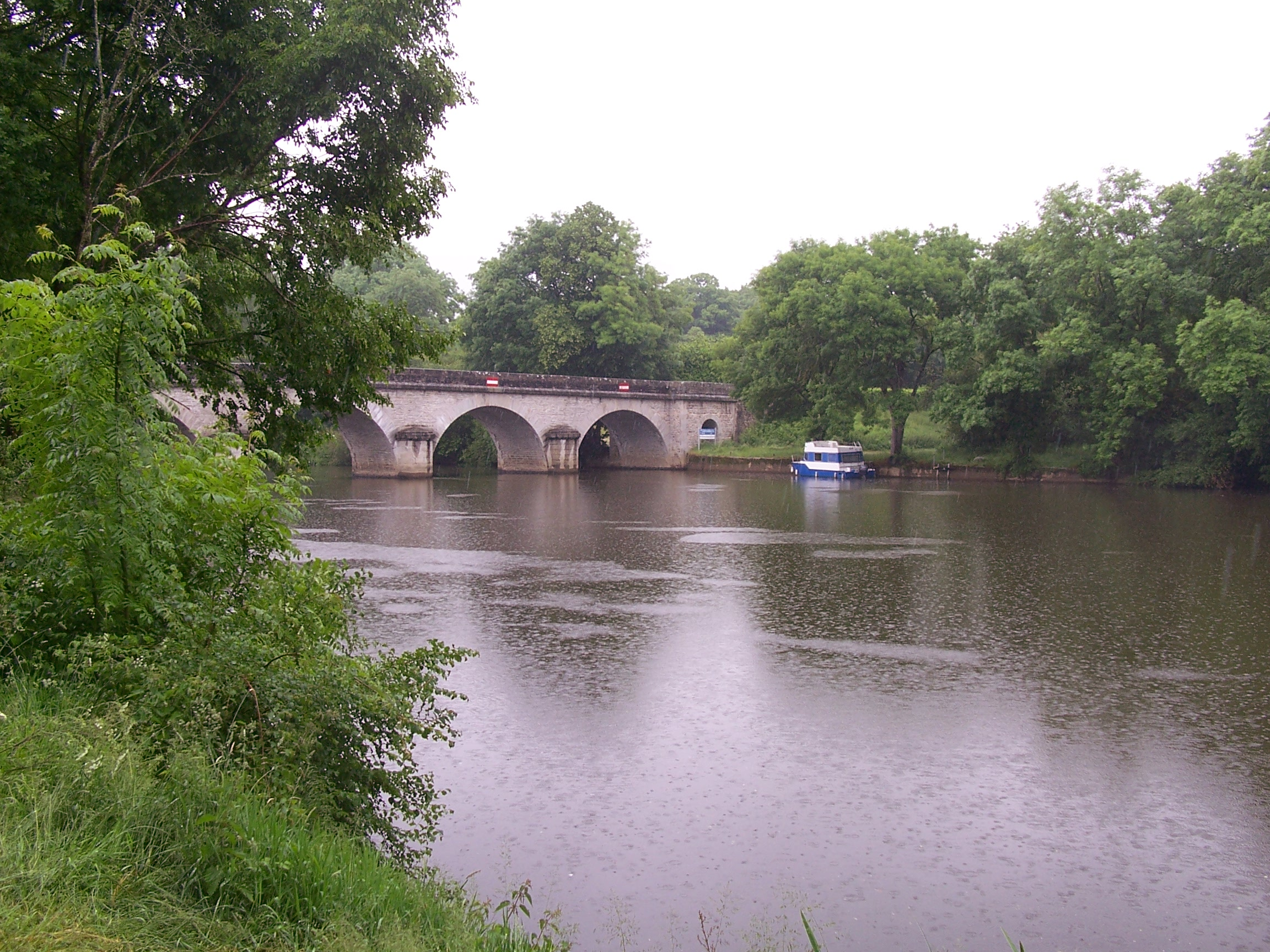
Die Mayenne bei Houssay
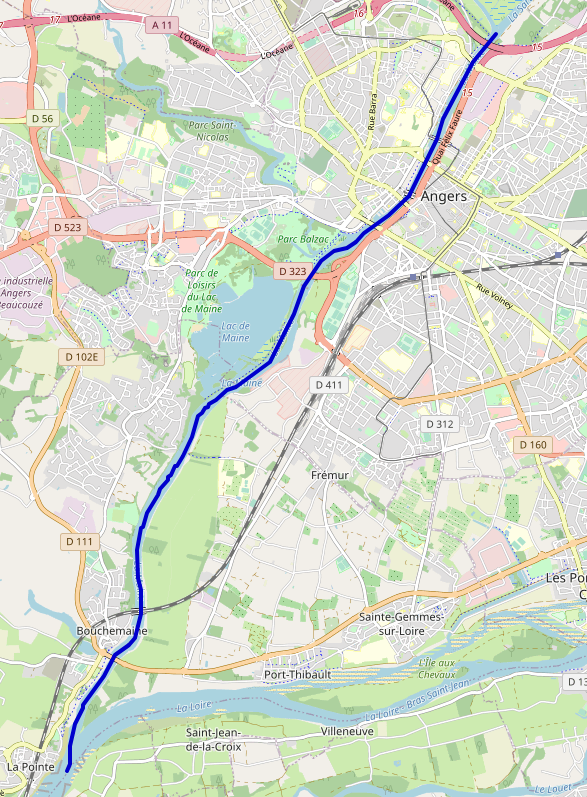
Der Verlauf der Maine